# Državna cesta D25
D25 je državna cesta u Hrvatskoj. Ukupna duljina iznosi 83,6 km.